# Општина Хочени (Васлуј)
Хочени (рум. Hoceni) општина је у Румунији у округу Васлуј.
Oпштина се налази на надморској висини од 130 m.